# 野崎海太郎
野崎 海太郎（のざき かいたろう、1957年11月22日 - ）は、日本の俳優、声優、ナレーター。本名：阿部 治幸。大分県出身。身長184cm。体重は83kg。血液型はO型。所属事務所は仕事。

## 経歴
横浜市立南高等学校、東北福祉大学卒業後、1981年に無名塾の5期生として入塾。
高校生時代は柔道部で、国体で神奈川県代表で出場し、団体優勝に導いたことがある。

## 出演

### テレビドラマ
- 時代劇スペシャル 樅の木は残った（1983年、CX）
- 翔ぶが如く（1990年、NHK） - 平野国臣
- 武田信玄（1991年、TBS） - 山県昌景
- 天までとどけ 4〜7（1995 - 1998年、TBS） - 和田真吾
- 水戸黄門（TBS / C.A.L）
  - かげろう忍法帖 第10話「娘忍びを売る男 -人吉- 」（1995年） - 津田銕蔵
  - 第29部 第15話「非道巡察使に喝ッ! -高山- 」（2001年） - 米倉平十郎
  - 第30部 第23話「いい湯だよ お母さん -由布院- 」（2002年） - 森脇勘右衛門
  - 第33部 第19話「殿が見初めた物売り娘 -長岡- 」（2004年） - 中畑啓之助
  - 第34部 第19話「浪花女は銭の神様 -三春- 」（2005年） - 石橋多聞
  - 第35部 第12話「初春!意地の味比べ -八代- 」（2006年） - 鬼頭茂矩
  - 第36部 第9話「御老公の悪党志願! -小浜- 」（2006年） - 佐伯倉之助
  - 第37部 第19話「耐えて忍んだ嫁いじり -山形- 」（2007年） - 塚田頼母
  - 第43部 第13話「冴えない男の恩返し -松坂- 」（2011年） - 江坂屋
- 女と愛とミステリー 嘱託刑事・小山田昭平「旅路の果て」（2001年、テレビ東京） - 佐伯
- 会計士探偵 上条麗子の事件推理2 死を呼ぶ早期退職者 念願の喫茶店開店直前に夫が撲殺!! 800万の小切手も消失… 第二の人生の夢を襲う友情の裏の殺意（2002年、TBS）
- 剣客商売 第5シリーズ 第5話「消えた女」（2004年、フジテレビ / 松竹） - 山口為五郎
- ウルトラQ dark fantasy 第15話「光る舟」（2004年7月13日、テレビ東京） - 医者
- おみやさん　Season6（2008年）高矢純一
- 相棒（テレビ朝日 / 東映）
  - 相棒 Season 10 第12話「つきすぎている女」（2012年1月18日） - 間宮政二郎
  - 相棒 Season 12 第8話「最後の淑女」（2013年12月4日） - 夏河郷士

### 映画
- 天と地と（1990年、東映） - 奈弥辰蔵
- 幕末純情伝（1991年、松竹） - 原田左之助
- 男たちの大和/YAMATO（2005年、東映） - 能村次郎